# Yves Lamarre
Pour les articles homonymes, voir Lamarre.
Yves Lamarre est un médecin et professeur québécois né le 16 août 1935 à La Prairie.
Professeur au Département de Physiologie de l'Université de Montréal de 1968 à 2006. Il a été directeur du Centre de Recherche en Sciences Neurologiques de 1977 à 1992. Il a aussi formé le Groupe de recherche sur le système nerveux central (GRSNC) et en a été le directeur de 1991 à 1996. Depuis 2006, Professeur émérite du Département de Physiologie de l'Université de Montréal.
Il a établi les bases neurophysiologiques du tremblement et a travaillé sur les problèmes du contrôle du mouvement en recherche fondamentale et clinique.

## Distinctions
- 1994 - Prix Wilder-Penfield
- 1998 - Doctorat Honoris Causa de l'Université Bordeaux-II